# Gieorgij Korostielow
Gieorgij Aleksiejewicz Korostielow (ros. Георгий Алексеевич Коростелёв, ur. 1885, zm. 1932) – radziecki działacz partyjny.
Urodzony w rosyjskiej rodzinie chłopskiej, od 1905 członek SDPRR, bolszewik, działacz ruchu rewolucyjnego, kilkakrotnie aresztowany, był zesłany. Od stycznia 1918 członek Orenburskiego Komitetu Wojskowo-Rewolucyjnego, uczestnik wojny domowej w Rosji, od 1919 przewodniczący Orenburskiego Sownarchozu, od 1920 sekretarz Komitetu Wykonawczego Orenburskiej Rady Gubernialnej, komisarz Kolei Turkiestańskiej. Od września 1921 do września 1924 sekretarz odpowiedzialny Kirgiskiego (Kazachskiego) Komitetu Obwodowego RKP(b), od 5 kwietnia 1922 do 1924 sekretarz Kirgiskiego Biura KC RKP(b), od 31 maja 1924 do 18 grudnia 1925 zastępca członka KC RKP(b), od października 1924 do września 1929 przewodniczący Moskiewskiej Gubernialnej Komisji Kontrolnej RKP(b)/WKP(b). Od 31 grudnia 1925 do śmierci członek Centralnej Komisji Kontrolnej WKP(b), od 1 stycznia 1926 do 26 czerwca 1930 członek jej Prezydium, 1929 członek Kolegium Ludowego Komisariatu Inspekcji Robotniczo-Chłopskiej RFSRR, od lipca 1930 członek Partyjnego Kolegium Centralnej Komisji Kontrolnej WKP(b).
Pochowany na Cmentarzu Nowodziewiczym.